# Giallo
Pour les articles homonymes, voir Giallo (homonymie).
 Pour plus de détails, voir le corps de l'article.
Le giallo (prononcé en italien : /ˈd͡ʒal.lo/  litt. « jaune », au pluriel gialli /ˈd͡ʒal.li/) est un genre cinématographique principalement européen à la frontière du cinéma policier, du cinéma d'horreur et de l'érotisme qui a connu son âge d'or des années 1960 aux années 1980.

## Étymologie
Le terme giallo renvoie à la couleur jaune utilisée de manière distinctive sur les couvertures de romans policiers italiens à partir des années 1920 comme par exemple la collection « Il Giallo Mondadori », et à l'instar des couvertures noires de l'édition Série noire en France.
Giallo est le nom utilisé en Italie pour désigner, de manière générale, le roman policier, ou plus largement le genre policier : c'est hors d'Italie que ce nom est utilisé pour désigner, de manière plus précise, les films d'angoisse ou thrillers italiens. Les termes de « roman noir » ou de « film noir » renvoient au terme giallo en italien. Dans leur pays d'origine, où giallo a un sens plus large, ces films sont englobés sous des appellations comme « giallo all'italiana » ou « thriller all'italiana ». Étymologiquement parlant, le terme giallo est utilisé pour qualifier le roman policier mais aussi, dans le langage journalistique, pour se référer à des faits divers délictueux et mystérieux.

## Historique

### Le proto-giallo

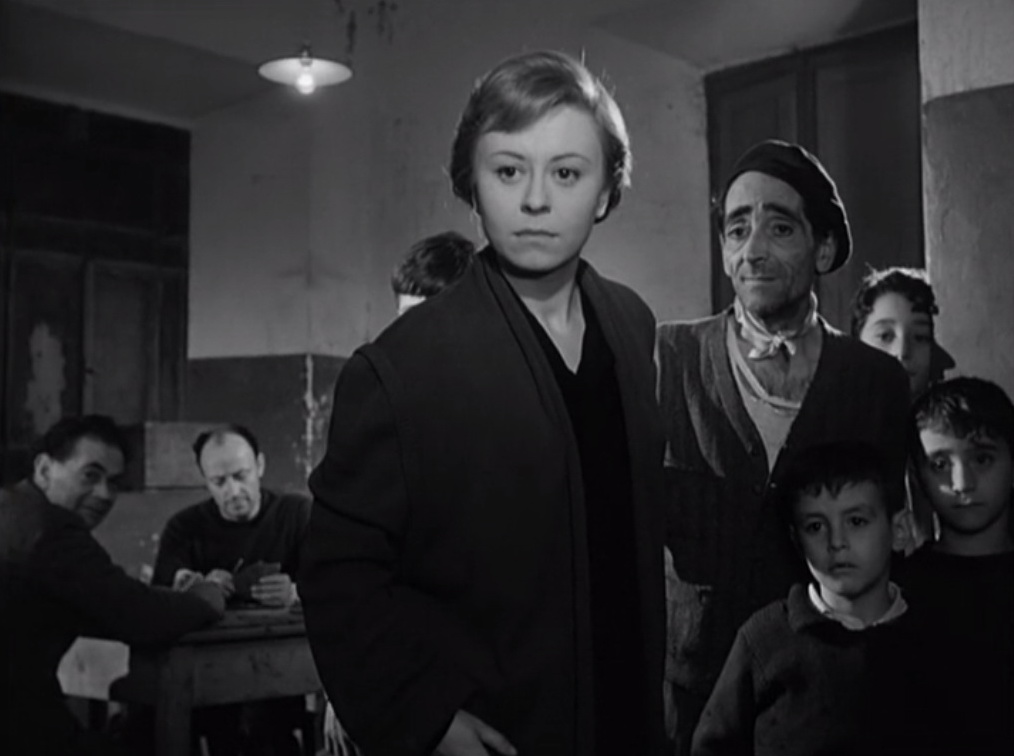
Giulietta Masina dans Dans les faubourgs de la ville de Carlo Lizzani (1953).

Dès les années 1910, quelques films montrent des signes avant-coureurs du genre : La mano della morta (1916), Il triangolo giallo (1917) et La banda dei rossi (1920) en sont quelques exemples. Les pionniers du polar italien, tels que Carolina Invernizio, Emilio De Marchi, Giulio Piccini (it), Remigio Zena (it), Luigi Natoli, Arturo Olivieri Sangiacomo (it), Matilde Serao, Salvatore Farina (it) et d'autres, seront autant d'inspirateurs du genre cinématographique à naître.
En 1929, la maison d'édition Mondadori lance la série I libri gialli,. Publiés sur du papier de faible qualité, le succès de ces romans attira l'attention d'autres maisons d'édition qui ne tardèrent pas à sortir leurs propres œuvres sous la couverture jaune devenue traditionnelle. Ces romans furent si populaires que les œuvres d'auteurs étrangers réputés comme Agatha Christie ou Georges Simenon sortirent sous cette forme lors de leurs premières publications en Italie. Une nouvelle génération d'auteurs comme Alessandro Varaldo, Alessandro De Stefani, Tito A. Spagnol, Augusto De Angelis, Ezio D'Errico (it) ou Franco Enna ouvrent alors la voie à des inspirations cinématographiques.
La production cinématographique s'est encore intensifiée avec l'avènement du parlant, renforçant ses conditions stylistiques préalables dans les années 1940 et 1950. Des films comme Cour d'assises (1931) de Guido Brignone, Giallo (1933) de Mario Camerini, Grattacieli (1943) de Guglielmo Giannini, Ce soir à onze heures (1938) d'Oreste Biancoli ainsi que Il serpente a sonagli (1935) et Joe il rosso (1936) de Raffaello Matarazzo seront séminaux dans la typification, quand des films ultérieurs comme Dans les faubourgs de la ville (1953) de Carlo Lizzani, Meurtre à l'italienne (1959) de Pietro Germi, Brigade volante (1951) de Fernando Cerchio, Les Volets clos (1951) de Luigi Comencini, Operazione mitra (1951) de Giorgio Cristallini, Terreur sur Rome (1957) d'Anton Giulio Majano, Histoire d'un crime (1951) de Mario Sequi et Sursis pour un vivant (1959) d'Ottorino Franco Bertolini et Víctor Merenda constitueront un langage cinématographique, le proto-giallo, qui conduira en 1963 à la naissance formelle du genre.

### Années 1960

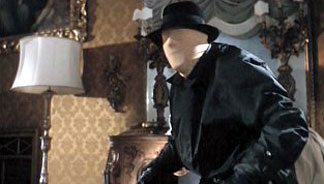
Le tueur sans visage dans Six Femmes pour l'assassin (1964) de Mario Bava, l'œuvre qui a posé les bases des codes du genre.

En 1963, Mario Bava porte à l'écran La Fille qui en savait trop, avec Valentina Cortese, John Saxon et Letícia Román, dont le titre imposé par les distributeurs rappelle celui d'Alfred Hitchcock, L'Homme qui en savait trop (1956) alors que le réalisateur voulait à l'origine le titrer par le plus angoissant Incubo (litt. « L'Incube »). Ce film macabre et légèrement ironique raconte l'histoire d'un personnage tordu et effrayant qui sème la terreur et la mort dans les rues de Rome. Cette œuvre est considérée rétrospectivement comme fondatrice du giallo à l'italienne, ouvrant la voie à d'autres réalisateurs. Jusqu'alors, les films caractérisés par des éléments gores avaient toujours été rendus quelque peu farfelus et irréels par des intrigues se déroulant plusieurs siècles avant notre ère dans des décors gothiques extravagants, créant ainsi une sorte de détachement émotionnel entre l'histoire et le spectateur. Le giallo, au contraire, s'attache à styliser et à théâtraliser des assassins contemporains d'apparence a priori banale.
Mais c'est en 1964, avec Six Femmes pour l'assassin, toujours réalisé par Bava, que les traits caractéristiques du genre se dessinent définitivement : le meurtrier, vêtu d'un chapeau, d'un masque et d'un imperméable mackintosh sombre, avec une arme blanche brillante dans sa main gantée de noir. Une multiplication de plans subjectifs du tueur, une recherche de scènes de crime diversifiées et particulièrement élaborées et sanglantes (la célèbre séquence où le visage de la victime est pressé à plusieurs reprises contre un poêle incandescent), une musique obsessionnelle et même un soupçon de nudité, sont les ingrédients qui seront systématiquement repris dans des dizaines de films ultérieurs.

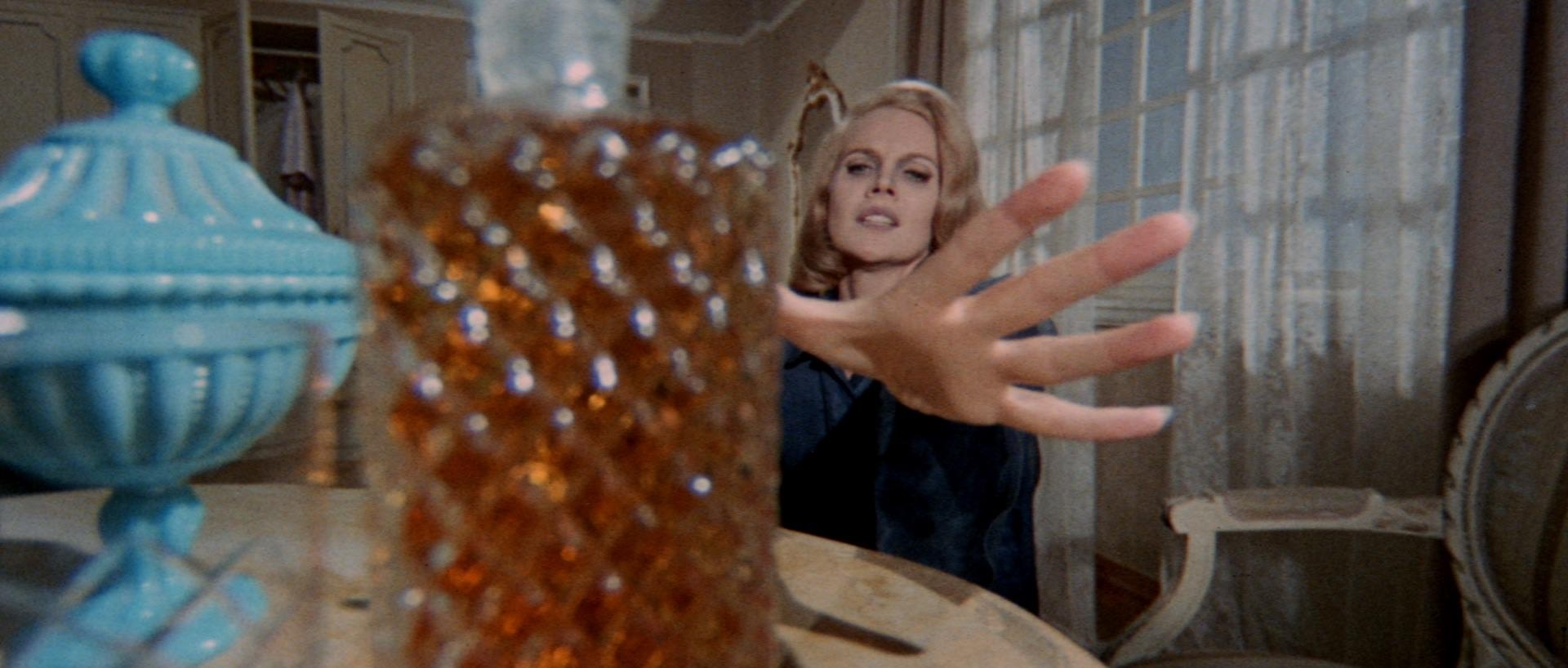
Une folle envie d'aimer (1969) est un « thriller des beaux quartiers » d'après son réalisateur, Umberto Lenzi.

Entre la fin des années 1960 et le début des années 1970, un nouveau sous-genre est né, le giallo érotique, dans lequel on accorde une plus grande attention aux aspects sexuels de l'histoire, également défini « thriller dei quartieri alti » (litt. « thriller des beaux quartiers ») par le réalisateur Umberto Lenzi ; le même Lenzi signera la trilogie composée des films Une folle envie d'aimer (1969), Si douces, si perverses (1969) et Formule 1 (1970), dans lesquels se mêlent érotisme, psychologie et intrigues du monde de la noblesse. Un autre réalisateur connu dans ce genre est Sergio Martino avec les films L'Étrange Vice de madame Wardh (1971), Toutes les couleurs du vice (1972) et Ton vice est une chambre close dont moi seul ai la clé (1972). Les autres titres de ce sous-genre sont L'Adorable Corps de Deborah (1968) de Romolo Guerrieri, Le Sadique de la treizième heure (1968) d'Antonio Margheriti, Perversion (1969) d'Alberto De Martino, Cinq Filles dans une nuit chaude d'été (1970) de Mario Bava, Les Rendez-vous de Satan (1972) de Giuliano Carnimeo, Le Manoir aux filles (1972) d'Alfonso Brescia, Nue pour l'assassin (1975) d'Andrea Bianchi et Il vizio ha le calze nere (1975) de Tano Cimarosa.

### Années 1970
Le genre connaît son apogée dans les années 1970 alors que la situation politique italienne est assez agitée, marquée par les années de plomb. Le giallo y sert de moyen de dénonciation sociale et politique contre la corruption, la crise des institutions ou encore l’inefficacité de la justice,. Cet aspect sera toutefois bien plus développé à la même époque dans le poliziottesco, un autre cinéma de genre hybride qui croise le film noir et le film d'auto-défense.
Ces années-là marquent un tournant pour le giallo grâce à la trilogie animalière de Dario Argento : L'Oiseau au plumage de cristal, Le Chat à neuf queues et Quatre Mouches de velours gris. En utilisant la même formule que celle de Bava, mais en modernisant sa technique et son style, le réalisateur a connu un énorme succès. Par rapport aux films précédents, l'accent est mis sur la mise en scène élaborée des crimes, avec un recours plus important aux effets spéciaux, jusqu'alors peu utilisés. Dario Argento redynamise le genre en l'éloignant de l'étiquette de « films de seconde zone » qui collait au giallo. Un des objectifs de Dario Argento est de retranscrire au cinéma les cauchemars des spectateurs, ce qui donne une dimension universelle au genre.

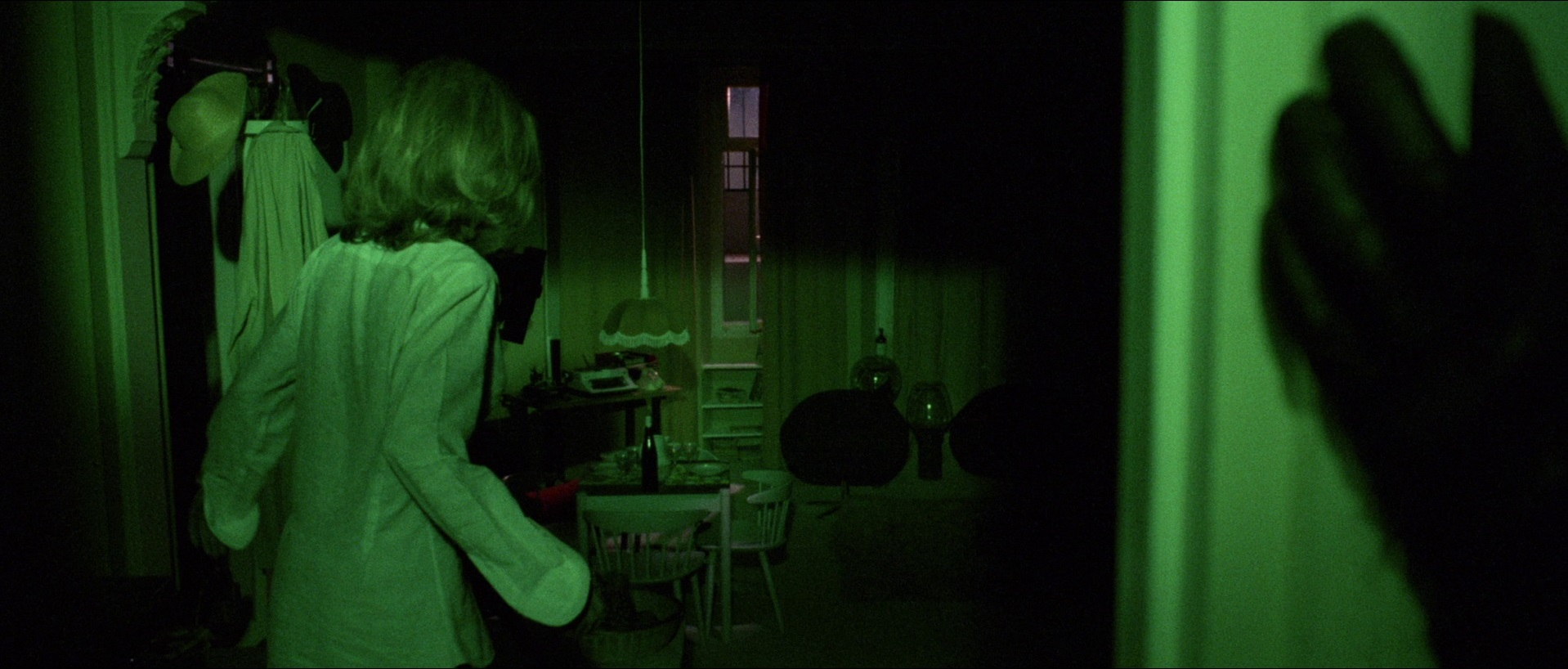
La caméra subjective met le spectateur à la place du tueur, ici dans La Queue du scorpion de Sergio Martino (1971).

Le giallo prend alors une connotation de plus en plus violente et érotique, se spécialisant surtout dans la description de la figure du meurtrier, ne se limitant pas à son apparence extérieure, mais disséquant surtout sa psyché. L'intention était de faire participer le spectateur d'une certaine manière au crime, à travers les yeux du meurtrier lui-même. Il use à cette fin d'une technique cinématographique plutôt innovante pour l'époque, appelée caméra subjective, dans laquelle la position de la caméra coïncidait avec le point de vue de l'auteur du crime. Le meurtrier était généralement dépeint comme un psychopathe, tandis que les protagonistes de ces films n'étaient pas le commissaire intuitif ou le policier intrépide de l'époque, mais des gens ordinaires, pris dans les événements par pur hasard. Et c'est dans ce contexte que la figure du meurtrier est devenue le protagoniste et l'icône absolue du genre, prenant une telle importance dans l'histoire que même l'intrigue du film lui-même était souvent éclipsée.
Ainsi, dans le sillage de la trilogie animalière d'Argento, des films vont multiplier les allusions aux animaux dans leurs titres, comme La Tarentule au ventre noir, La Queue du scorpion, Un papillon aux ailes ensanglantées, L'Iguane à la langue de feu, La Sangsue, Plus venimeux que le cobra, Il gatto dagli occhi di giada, Chats rouges dans un labyrinthe de verre, La volpe dalla coda di velluto, Il sorriso della iena, Le Prisonnier de l'araignée.

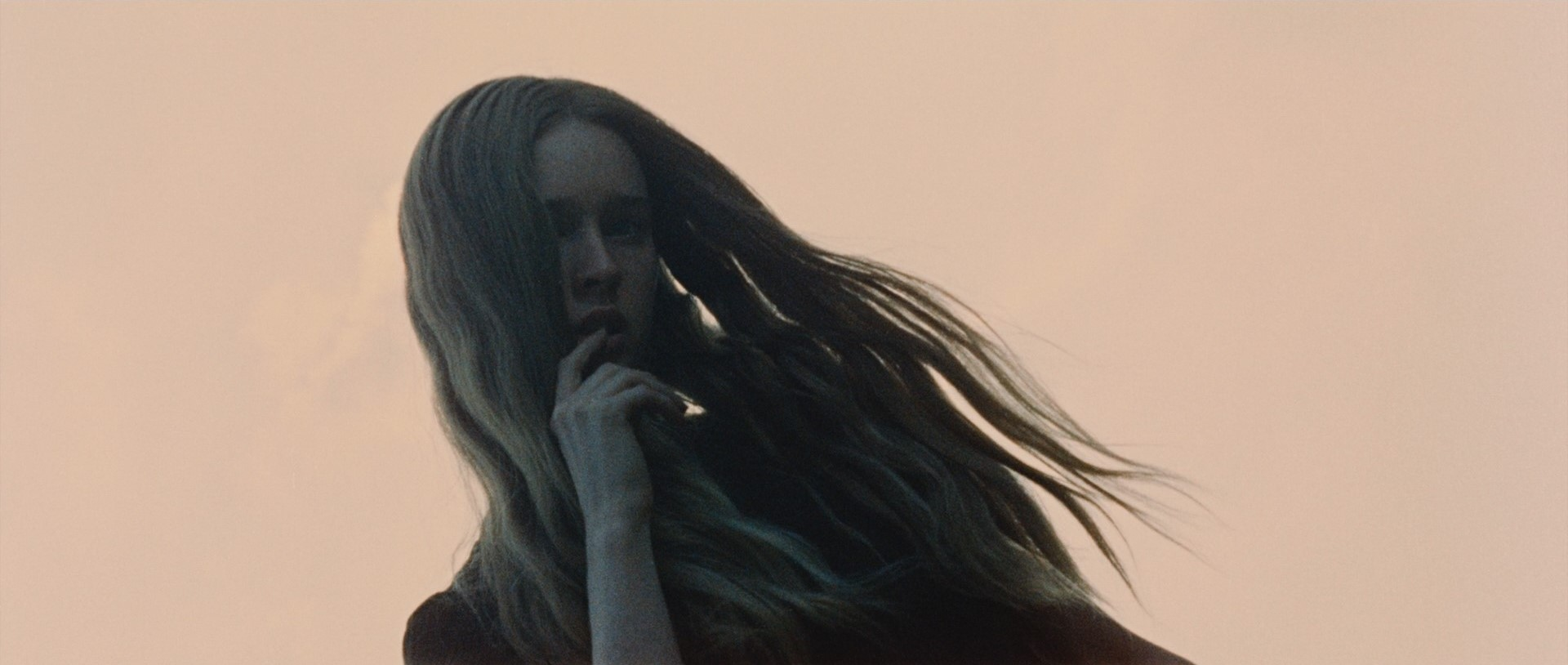
Mais... qu'avez vous fait à Solange ? de Massimo Dallamano (1972) est un exemple de giallo d'auteur.

Mais des gialli d'auteurs ont également été produits, comme Journée noire pour un bélier de Luigi Bazzoni, Le Parfum de la dame en noir de Francesco Barilli, Mais... qu'avez vous fait à Solange ? de Massimo Dallamano, E tanta paura de Paolo Cavara, Je suis vivant ! et Qui l'a vue mourir ? d'Aldo Lado, La Femme du dimanche de Luigi Comencini, Black Journal de Mauro Bolognini, Qui sera tué demain ? de Luigi Zampa.
En 1975, Dario Argento réalise Les Frissons de l'angoisse (un film qui, à l'origine, devait également porter un titre à caractère animalier, à savoir Le Tigre à dents de sabre), qui remporte un franc succès, même au niveau international, et est considéré par de nombreux critiques comme l'un des titres les plus réussis de l'histoire du giallo italien.
Lucio Fulci, le futur maître du gore italien, tournera des contributions d'une valeur indiscutable comme le remake de Sueurs froides intitulé Perversion Story, le giallo psychanalytique Le Venin de la peur, le rural La Longue Nuit de l'exorcisme et l'onirique L'Emmurée vivante.
En 1976, le réalisateur émilien Pupi Avati a réalisé l'un des gialli d'horreur les plus célèbres d'Italie, La Maison aux fenêtres qui rient. L'etrusco uccide ancora d'Armando Crispino est un autre exemple de films à la croisée des genres d'épouvante et de giallo.
D'autres films sont également précurseurs du slasher (notamment de la saga hollywoodienne Vendredi 13), comme La Baie sanglante de Mario Bava ou Torso de Sergio Martino.

### Années 1980

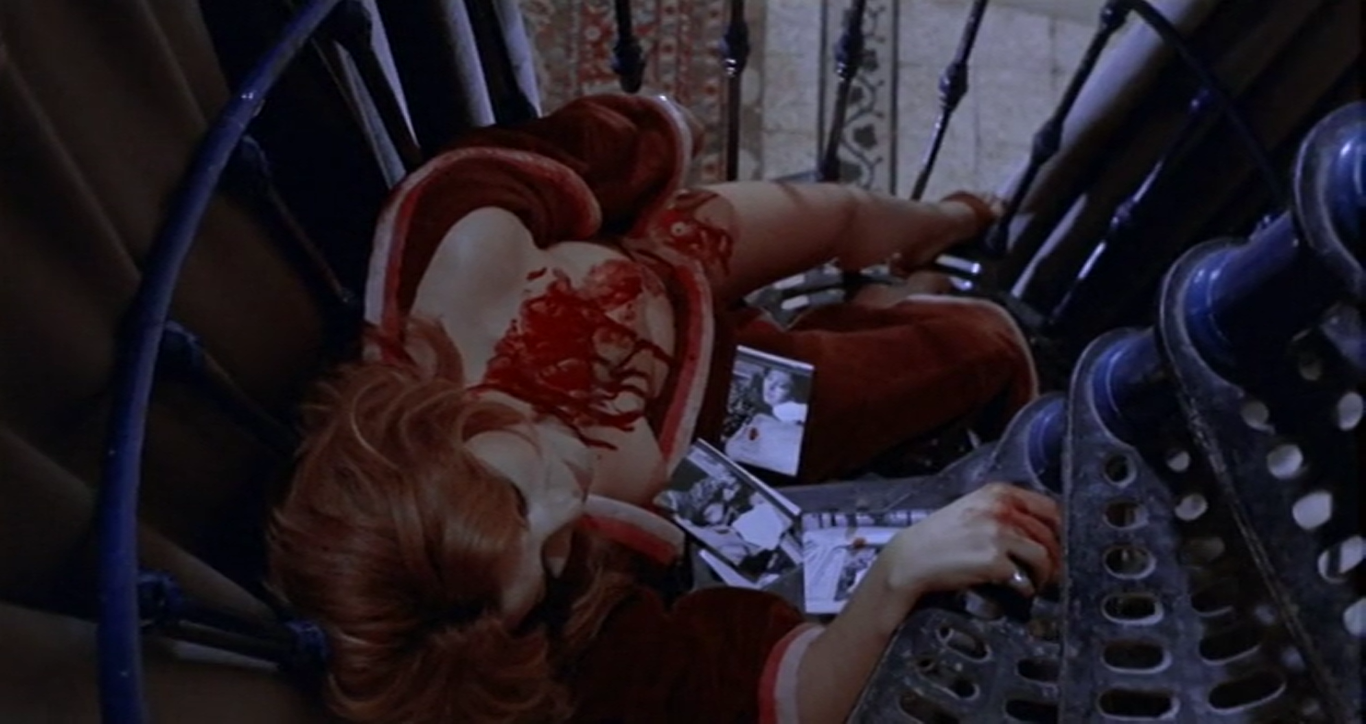
Krista Nell dans La Peur au ventre (1972).

Les années 1980 sont synonymes de déclin pour le giallo, comme pour le cinéma italien globalement. Dario Argento a continué avec trois gialli Ténèbres, Phenomena et Opera. Lamberto Bava, le fils de Mario, a commencé sa carrière avec des films du genre : Baiser macabre, La Maison de la terreur, Morirai a mezzanotte et Sentences de mort. L'assassino è ancora tra noi de Camillo Teti, Il mostro di Firenze de Cesare Ferrario (it) et Ventottesimo minuto de Gianni Siragusa et Paolo Frajoli sont trois films inspirés du Monstre de Florence, un tueur en série bien réel. Lucio Fulci s'est exporté aux États-Unis pour réaliser L'Éventreur de New York et Murder Rock. Où est passée Jessica de Carlo Vanzina a également marqué la décennie dans le genre.

### Postérité
Bien que le genre se soit essoufflé dans les années 1990 et qu'il ait compté peu de films dans les années 2000, il continue d'être produit, notamment par Dario Argento. Ce dernier a sorti en 2009 un film intitulé Giallo, en quelque sorte en hommage à sa longue carrière dans le genre.
En France, les co-réalisateurs Hélène Cattet et Bruno Forzani ont réalisé en 2012 Amer, un film expérimental conçu en hommage aux gialli. Il utilise d'ailleurs la musique d'anciens gialli, notamment des morceaux d'Ennio Morricone et Bruno Nicolai.
Les premiers exemples de l'influence du giallo dans le cinéma britannique sont Le Cercle de sang (1967) ou Meurtre à haute tension (1971). Outre-Atlantique, les films Le Refroidisseur de dames (1968), le film oscarisé Klute (1971), Si tu crois fillette (1971, adapté d'un roman italien), Frenzy d'Alfred Hitchcock (1972), Madhouse de Vincent Price (1974), Les Yeux de Laura Mars (1978) et Pulsions de Brian De Palma (1980),, ou encore Berberian Sound Studio (2012) offrent un hommage affectueux au genre,.
En 2021, un festival portant le nom de Giallo Film Festival est créé sous la direction du réalisateur Yan Berthemy. Consacré au cinéma de genre, cet événement annuel met en lumière des courts-métrages internationaux. Il est financé par l'Université Sorbonne-Nouvelle et le Crous de Paris.
L'édition 2024 du festival a été marquée par la présidence du jury assurée par Nicolas Martin et Pablo Dury. Deux films de Bertrand Mandico et Julia Kowalski étaient également diffusés pour clore le festival.

## Caractéristiques

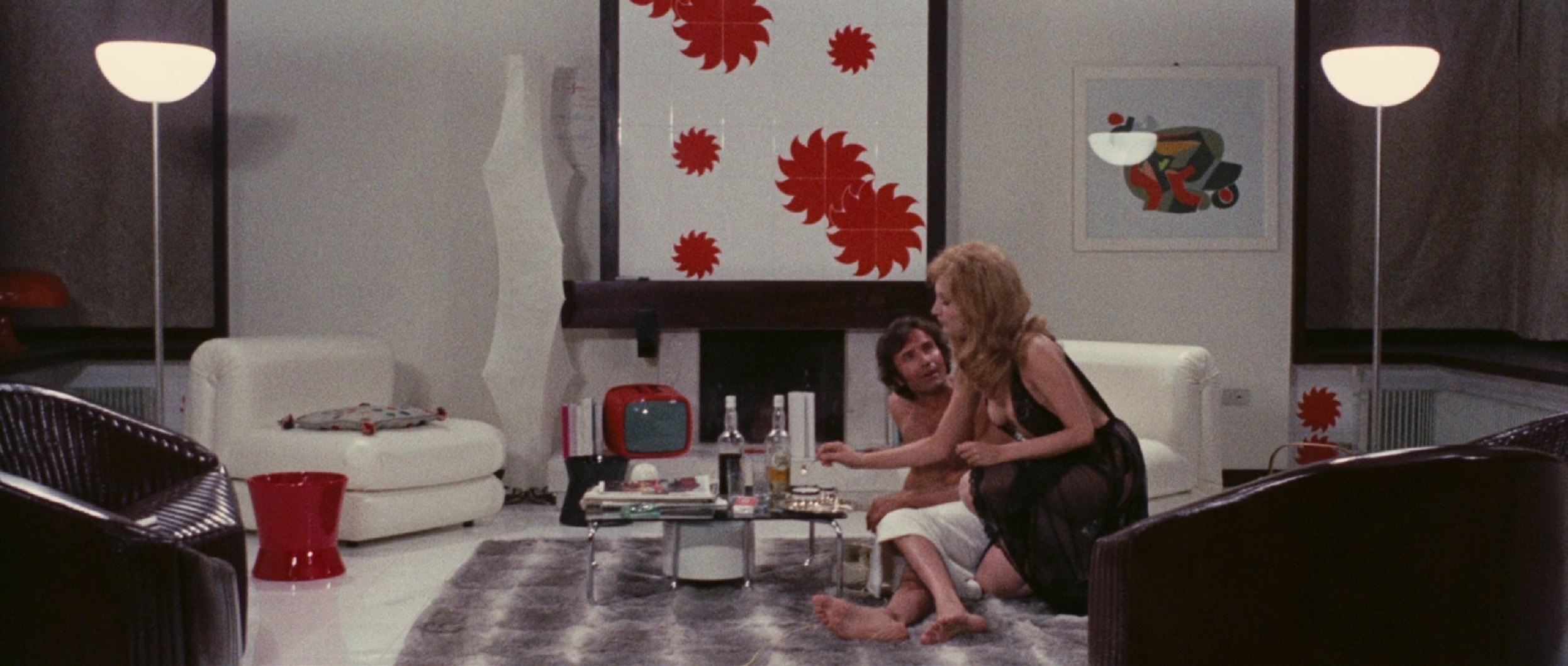
Le décor du salon d'Alan Cunningham (Antonio de Teffè) dans L'Appel de la chair d'Emilio Miraglia (1971).

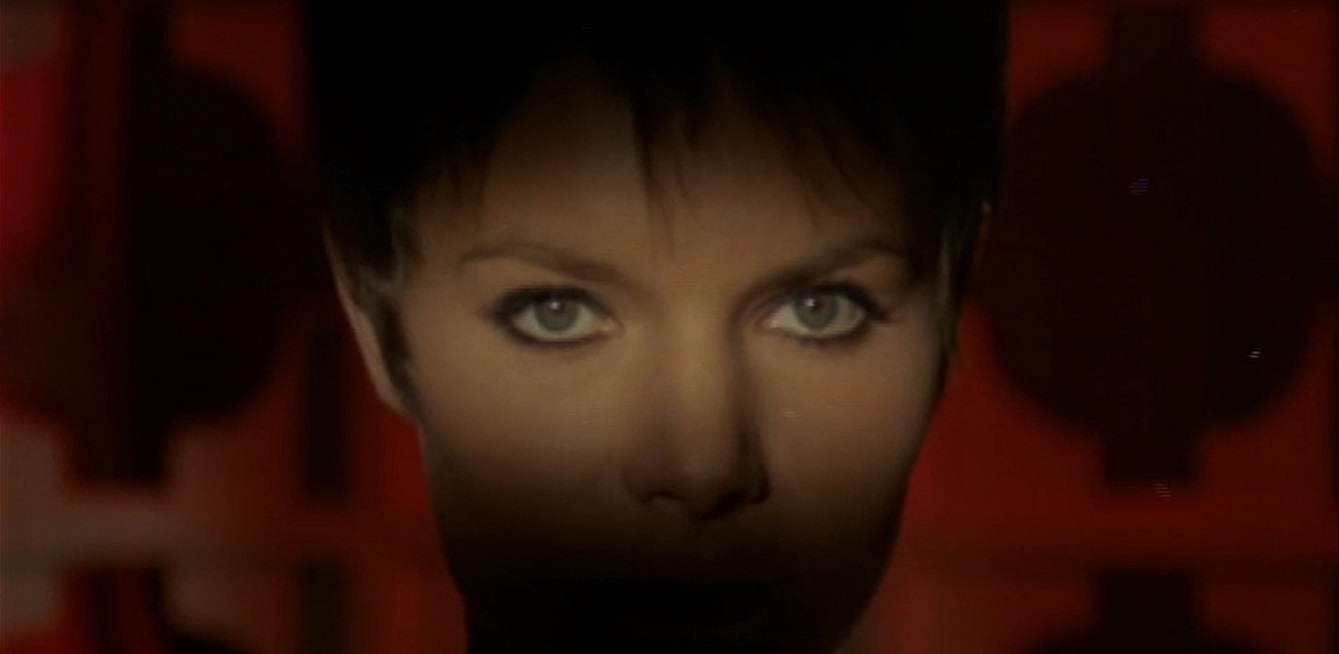
Colette Descombes dans Une folle envie d'aimer (1969), un exemple de mise en scène stylisée dans un gros plan isolant le regard.

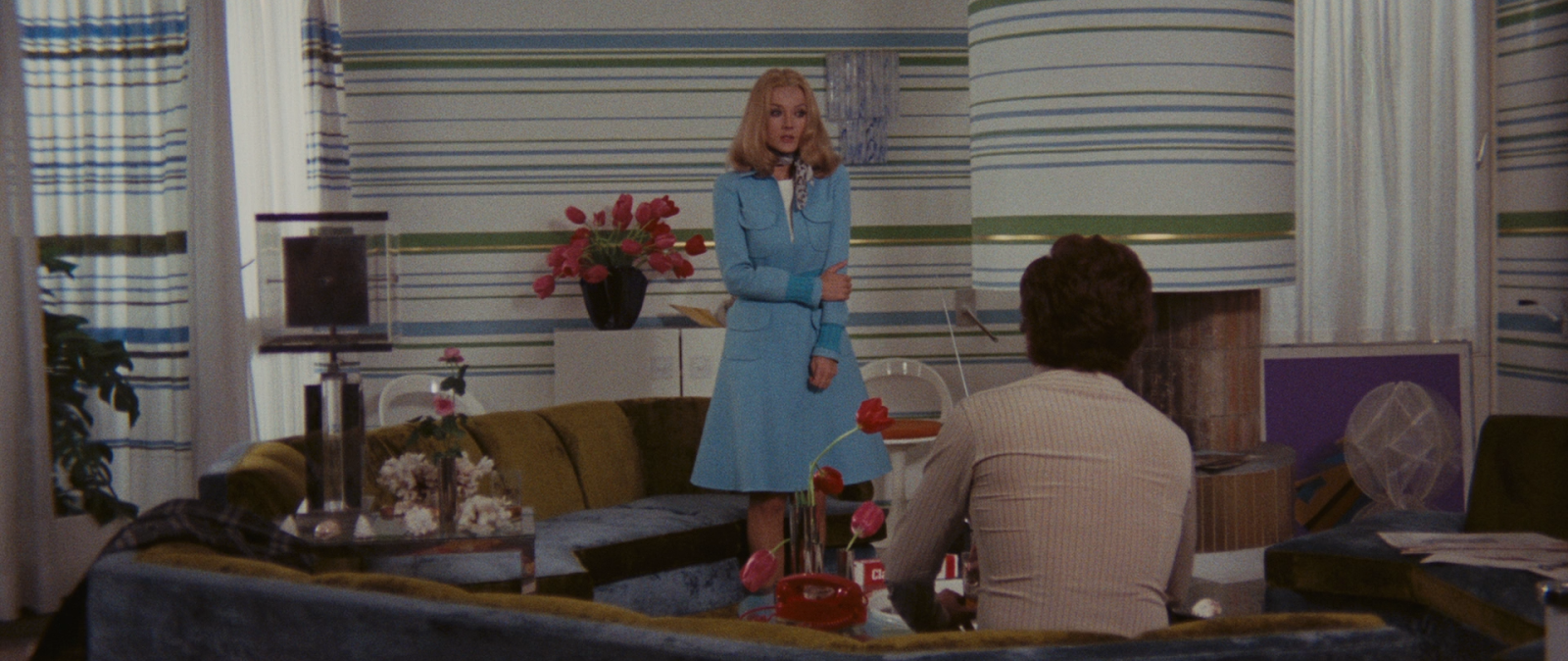
Une scène de La dame rouge tua sept fois, un film connu pour ses intérieurs et sa mode colorée du début des années 70.

### Thèmes
Les gialli sont connus pour leurs thèmes psychologiques tels que la folie, l'aliénation, la sexualité et la paranoïa. Le protagoniste est généralement le témoin d'un crime horrible, mais son témoignage est souvent sujet au scepticisme des figures d'autorité, ce qui l'amène à remettre en question sa propre perception et sa confiance en soi. Cette instabilité de la mémoire et de la perception peut dégénérer en délire, en hallucination ou en paranoïa. Comme les protagonistes des gialli sont généralement des femmes, cela peut conduire à ce que l'écrivain Gary Needham appelle « [...]la pathologisation inhérente du giallo sur la féminité et la fascination pour les femmes "malades" ». Le tueur est également susceptible d'être malade mentalement ; les tueurs du giallo sont presque toujours motivés par la folie causée par un traumatisme psychologique passé, souvent de nature sexuelle (et parfois décrit dans des flashbacks),. L'accent mis sur la folie et la perception subjective trouve ses racines dans les romans giallo (par exemple, Ton vice est une chambre close dont moi seul ai la clé, de Sergio Martino, est tiré d'une nouvelle d'Edgar Allan Poe, Le Chat noir, qui traite d'un narrateur psychologiquement instable), mais trouve également son expression dans les outils du cinéma : l'état mental instable de la victime et du tueur est souvent reflété par le style exagéré et la narration floue communs à de nombreux gialli.
L'écrivain Mikel J. Koven affirme que les gialli reflètent une ambivalence face au bouleversement social que la modernité a apporté à la culture italienne dans les années 1960.

« Les changements au sein de la culture italienne... peuvent être perçus à travers le cinéma giallo comme quelque chose à discuter et à débattre - les questions relatives à l'identité, à la sexualité, aux niveaux croissants de violence, au contrôle des femmes sur leur propre vie et leur corps, à l'histoire, à l'État - toutes des idées abstraites, qui sont toutes dépeintes de manière situationnelle comme des histoires humaines dans le cinéma giallo »

— Mikel J. Koven

### Mise en scène et décors
Les gialli sont remarqués pour leur mise en scène recherchée. Les critiques encensent leur montage, leurs décors, leur musique et leur style visuel, alors même qu'on reproche souvent aux gialli leur manque de développement des personnages, de prestations d'acteurs réalistes, de dialogues crédibles et de cohérence logique dans la narration,. Alexia Kannas écrit à propos de La mort a pondu un œuf (1968) que « si le film est connu pour sa complexité scénaristique (comme de nombreux films d'auteur), sa splendeur esthétique est irréfutable », tandis que Leon Hunt écrit que l'œuvre de Dario Argento, réalisateur phare de gialli, « oscille entre les stratégies du film d'auteur et d'exploitation »,. Loïc Adrien souligne que « la mise en scène est à l'image de l'assassin fétichiste qui ne tue pas que pour tuer mais exprime là toute sa psyché malade. Une constante du giallo dans lequel le meurtre est une œuvre d'art et est représenté comme tel. Un travail esthétique dépassant la recherche d'un simple suspense, une représentation plus opératique que réaliste ».
Le critique Maitland McDonagh décrit la mise en scène des Frissons de l'angoisse comme « des couleurs vives et des angles de caméra bizarres, des panoramiques vertigineux et des travelling flamboyants, des cadrages et des compositions déroutantes, des gros plans fétichistes d'yeux frémissants et d'objets étranges (couteaux, poupées, billes, bouts de laine tressés)... ». Outre sa violence macabre et ses tueurs ténébreux gantés de noir, les gialli utilisent souvent des couleurs fortement stylisées et parfois même surréalistes. Les réalisateurs Dario Argento et Mario Bava sont particulièrement connus pour leur imagerie impressionniste et leur utilisation de couleurs criardes, bien que d'autres réalisateurs de giallo (notamment Lucio Fulci) aient également usé de tons plus calmes et réalistes. Puisque l'âge d'or du giallo est situé dans les années 1970, certains commentateurs ont également noté un maniérisme dans les vêtements et des décors typique de ces années-là,.

### Bande son
La musique a été citée comme l'une des clefs du cachet unique du genre ; le critique Maitland McDonagh décrit Les Frissons de l'angoisse comme une « expérience viscérale bouleversante... à la fois visuelle... et auditive ». L'écrivain Anne Billson explique que « la signature sonore du giallo est généralement un mélange enivrant d'une musique lounge épatante, de distortion sonore affolante et d'un lyrisme apaisant qui contraste avec le spectacle d'une décapitation au ralenti, par exemple » (elle cite en exemple la partition d'Ennio Morricone pour Quatre Mouches de velours gris de 1971). Les compositeurs les plus connus sont Morricone, Bruno Nicolai et le groupe italien Goblin. D'autres compositeurs importants connus pour leur travail dans le cinéma giallo incluent Piero Umiliani (compositeur de L'Île de l'épouvante), Riz Ortolani (L'Affaire de la fille au pyjama jaune) et Fabio Frizzi (L'Emmurée vivante).

## Personnalités

### Acteurs
- Simón Andreu
- Helmut Berger
- Pier Paolo Capponi
- Adolfo Celi
- James Franciscus
- Giancarlo Giannini
- Farley Granger
- Brett Halsey
- David Hemmings
- George Hilton
- Robert Hoffmann
- Philippe Leroy
- Ray Lovelock
- Leonard Mann
- Luc Merenda
- Tomas Milian
- Cameron Mitchell
- Tony Musante
- Paul Naschy
- Franco Nero
- Luigi Pistilli
- Ivan Rassimov
- Fernando Rey
- John Richardson
- George Rigaud
- Howard Ross
- John Saxon
- Jean Sorel
- Anthony Steffen
- John Steiner
- Fabio Testi
- Gabriele Tinti

### Actrices
- Claudine Auger
- Ewa Aulin
- Barbara Bach
- Carroll Baker
- Eva Bartok
- Agostina Belli
- Femi Benussi
- Erika Blanc
- Florinda Bolkan
- Barbara Bouchet
- Colette Descombes
- Dalila Di Lazzaro
- Anita Ekberg
- Rossella Falk
- Mimsy Farmer
- Edwige Fenech
- Cristina Galbó
- Ida Galli
- Suzy Kendall
- Sylva Koscina
- Dagmar Lassander
- Marisa Mell
- Beba Loncar
- Marina Malfatti
- Macha Méril
- Silvia Monti
- Nieves Navarro
- Rosalba Neri
- Daria Nicolodi
- Luciana Paluzzi
- Irène Papas
- Letícia Román
- Erna Schürer
- Anita Strindberg
- Marilù Tolo
- Alida Valli

### Réalisateurs
- Silvio Amadio
- Dario Argento
- Francesco Barilli
- Lamberto Bava
- Mario Bava
- Luigi Bazzoni
- Andrea Bianchi
- Giuliano Carnimeo
- Enzo G. Castellari
- Paolo Cavara
- Armando Crispino
- Massimo Dallamano
- Alberto De Martino
- Ruggero Deodato
- Luciano Ercoli
- Riccardo Freda
- Lucio Fulci
- Romolo Guerrieri
- Aldo Lado
- Umberto Lenzi
- Antonio Margheriti
- Sergio Martino
- Bruno Mattei
- Emilio Miraglia
- Duccio Tessari

### Scénaristes
- Gianfranco Clerici
- Ennio De Concini
- Sandro Continenza
- Sergio Corbucci
- Massimo De Rita
- Mario Di Nardo
- Sergio Donati
- Ernesto Gastaldi
- Mino Guerrini
- Sauro Scavolini

### Compositeurs
- Stelvio Cipriani
- Pino Donaggio
- Giorgio Gaslini
- Goblin
- Ennio Morricone
- Bruno Nicolai
- Nora Orlandi
- Riz Ortolani
- Berto Pisano
- Claudio Simonetti
- Armando Trovajoli

## Filmographie

### Années 1960
- 1963 : La Fille qui en savait trop (La ragazza che sapeva troppo) de Mario Bava
- 1963 : Les trois visages de la peur (I tre volti della paura ) de Mario Bava sketch Le téléphone (Il telefono)
- 1963 : Le Démon dans la chair (Il demonio) de Brunello Rondi
- 1964 : Six Femmes pour l'assassin (Sei donne per l'assassino) de Mario Bava
- 1964 : Crimine a due (it) de Romano Ferrara
- 1964 : Appuntamento a Dallas (it) de Piero Regnoli
- 1964 : Les Possédées du démon (Delitto allo specchio) de Jean Josipovici et Ambrogio Molteni
- 1964 : La Môme aux dollars (La morte vestita di dollari) de Ray Nazarro
- 1964 : L'uomo che bruciò il suo cadavere de Gianni Vernuccio
- 1965 : Libido d'Ernesto Gastaldi et Vittorio Salerno
- 1965 : Le Monstre de Venise (Il mostro di Venezia) de Dino Tavella
- 1965 : Le Boeing décolle à seize heures (Il segreto del vestito rosso) de Silvio Amadio
- 1965 : Call-girls 66 (Le notti della violenza) de Roberto Mauri
- 1965 : La Femme du lac (La donna del lago) de Luigi Bazzoni et Franco Rossellini
- 1966 : Les Nuits de l'épouvante (La lama nel corpo) d'Elio Scardamaglia
- 1966 : A... come assassino d'Angelo Dorigo
- 1966 : Un ange pour Satan (Un angelo per Satana) de Camillo Mastrocinque
- 1966 : El misterioso señor Van Eyck (it) (Il misterioso signor Van Eyck) d'Agustín Navarro
- 1966 : Le Commissaire Maigret à Pigalle (Maigret a Pigalle) de Mario Landi
- 1967 : En cinquième vitesse (Col cuore in gola) de Tinto Brass
- 1967 : Homicide sur rendez-vous (Omicidio per appuntamento) de Mino Guerrini
- 1967 : Qui êtes-vous inspecteur Chandler ? (Troppo per vivere... poco per morire) de Michele Lupo
- 1967 : Assassino senza volto (it) d'Angelo Dorigo
- 1968 : La mort a pondu un œuf (La morte ha fatto l'uovo) de Giulio Questi
- 1968 : Perversion (Femmine insaziabili) d'Alberto De Martino
- 1968 : Più tardi Claire, più tardi... de Brunello Rondi
- 1968 : Le Sadique de la treizième heure (Nude... si muore) d'Antonio Margheriti
- 1968 : L'Adorable Corps de Deborah (Il dolce corpo di Deborah) de Romolo Guerrieri
- 1968 : Una jena in cassaforte de Cesare Canevari
- 1968 : Le tueur frappe trois fois (La morte non ha sesso) de Massimo Dallamano
- 1968 : Homicides par vocation (L'assassino ha le mani pulite) de Vittorio Sindoni
- 1969 : Une folle envie d'aimer (Orgasmo) d'Umberto Lenzi
- 1969 : La Poupée de Satan (La bambola di Satana) de Ferruccio Casapinta
- 1969 : Mortelle Symphonie (I caldi amori di una minorenne) de Julio Buchs
- 1969 : L'Assassin fantôme (Viaje al vacío) de Javier Setó
- 1969 : La Mort sonne toujours deux fois (Blonde Köder für den Mörder) de Harald Philipp
- 1969 : Una ragazza piuttosto complicata de Damiano Damiani
- 1969 : Liz et Helen (A doppia faccia) de Riccardo Freda
- 1969 : La Résidence (La residencia) de Narciso Ibáñez Serrador
- 1969 : Senza sapere niente di lei de Luigi Comencini
- 1969 : Perversion Story (Una sull'altra) de Lucio Fulci
- 1969 : Les Cousines (Yellow - Le cugine) de Gianfranco Baldanello
- 1969 : La Rançon de la chair (Vergogna schifosi) de Mauro Severino
- 1969 : Si douces, si perverses (Così dolce... così perversa) d'Umberto Lenzi
- 1969 : Les Allumeuses (Interrabang) de Giuliano Biagetti
- 1969 : Vénus en fourrure (Venere in peliccia) de Massimo Dallamano

### Années 1970
- 1970 : L'Île de l'épouvante (Cinque bambole per la luna d'agosto) de Mario Bava
- 1970 : Mes mains sur ton corps (Le tue mani sul mio corpo) de Brunello Rondi
- 1970 : Cran d'arrêt (Il caso "Venere privata") d'Yves Boisset
- 1970 : Vague de chaleur (Ondata di calore) de Nelo Risi
- 1970 : L'Oiseau au plumage de cristal (L'uccello dalle piume di cristallo) de Dario Argento
- 1970 : Photo interdite d'une bourgeoise (Le foto proibite di una signora per bene) de Luciano Ercoli
- 1970 : Quella chiara notte d'ottobre de Massimo Franciosa
- 1970 : Une hache pour la lune de miel (Il rosso segno della follia) de Mario Bava
- 1970 : Qui ? (Il cadavere dagli artigli d'acciaio) de Léonard Keigel
- 1970 : Formule 1 (Paranoia) d'Umberto Lenzi
- 1970 : La Route de Salina (Road to Salina) de Georges Lautner
- 1970 : Un joli corps qu'il faut tuer (Il tuo dolce corpo da uccidere) d'Alfonso Brescia
- 1970 : Uccidete il vitello grasso e arrostitelo de Salvatore Samperi
- 1970 : La mort remonte à hier soir (La morte risale a ieri sera) de Duccio Tessari
- 1970 : Le Champignon (L'assassino colpisce all'alba) de Marc Simenon
- 1970 : Dans les replis de la chair (Nelle pieghe della carne) de Sergio Bergonzelli
- 1971 : Le Venin de la peur (Una lucertola con la pelle di donna) de Lucio Fulci
- 1971 : La Machination (Senza via d'uscita) de Piero Sciumè
- 1971 : Je suis vivant (La corta notte delle bambole di vetro) de Aldo Lado
- 1971 : Il sesso del diavolo d'Oscar Brazzi
- 1971 : Journée noire pour un bélier (Giornata nera per l'ariete) de Luigi Bazzoni
- 1971 : Quelque chose rampe dans la nuit (Qualcosa striscia nel buio) de Mario Colucci
- 1971 : La Baie sanglante (Reazione a catena) de Mario Bava
- 1971 : La Queue du scorpion (La coda dello scorpione) de Sergio Martino
- 1971 : Un'anguilla da 300 milioni de Salvatore Samperi
- 1971 : L'Étrangleur de Vienne (Lo strangolatore di Vienna) de Guido Zurli
- 1971 : La Tarentule au ventre noir (La tarantola dal ventre nero) de Paolo Cavara
- 1971 : Le Chat à neuf queues (Il gatto a nove code) de Dario Argento
- 1971 : Prostituée le jour, épouse la nuit (Bella di giorno, moglie di notte) de Nello Rossati
- 1971 : La Clinique sanglante (La bestia uccide a sangue freddo) de Fernando Di Leo
- 1971 : L'Étrange Vice de madame Wardh (Lo strano vizio della Signora Wardh) de Sergio Martino
- 1971 : La controfigura de Romolo Guerrieri
- 1971 : La primera entrega (...Dirai "ho ucciso per legittima difesa") d'Angelino Fons
- 1971 : L'Appel de la chair (La notte che Evelyn uscì dalla tomba) d'Emilio Miraglia
- 1971 : Meurtre par intérim (Un posto ideale per uccidere) d'Umberto Lenzi
- 1971 : Deux Mâles pour Alexa (Fieras sin jaula) de Juan Logar
- 1971 : L'Iguane à la langue de feu (L'iguana dalla lingua di fuoco) de Riccardo Freda
- 1971 : Nuits d'amour et d'épouvante (La morte cammina con i tacchi alti) de Luciano Ercoli
- 1971 : Plus venimeux que le cobra (L'uomo più velenoso del cobra) d'Adalberto Albertini
- 1971 : Historia de una traición de José Antonio Nieves Conde
- 1971 : L'uomo dagli occhi di ghiaccio d'Alberto De Martino
- 1971 : Un gioco per Eveline de Marcello Avallone
- 1971 : Quatre Mouches de velours gris (Quattro mosche di velluto grigio) de Dario Argento
- 1971 : Gli occhi freddi della paura d'Enzo G. Castellari
- 1971 : Au fond de la piscine (In fondo alla piscina) d'Eugenio Martín
- 1971 : Martha (...dopo di che, uccide il maschio e lo divora) de José Antonio Nieves Conde
- 1971 : Homicide parfait au terme de la loi (Un omicidio perfetto a termine di legge) de Tonino Ricci
- 1971 : Cran d'arrêt (Farfalla con le ali insanguinate) de Duccio Tessari
- 1971 : La Victime désignée (La vittima designata) de Maurizio Lucidi
- 1971 : Sans mobile apparent de Philippe Labro
- 1971 : Le Diable à sept faces (Il diavolo a sette facce) d'Osvaldo Civirani
- 1972 : À la recherche du plaisir (Alla ricerca del piacere) de Silvio Amadio
- 1972 : Alta tensión de Julio Buchs
- 1972 : Exorcisme tragique (Un bianco vestito per Marialé) de Romano Scavolini
- 1972 : Folie meurtrière (Mio caro assassino) de Tonino Valerii
- 1972 : Le Couteau de glace (Il coltello di ghiaccio) d'Umberto Lenzi
- 1972 : La gatta in calore de Nello Rossati
- 1972 : Meurtre dans la 17e avenue (Casa d'appuntamento) de Ferdinando Merighi
- 1972 : Amour et Mort dans le jardin des dieux (Amore e morte nel giardino degli dei) de Sauro Scavolini
- 1972 : La verità secondo Satana de Renato Polselli
- 1972 : La Peur au ventre (Rivelazioni di un maniaco sessuale al capo della squadra mobile) de Roberto Bianchi Montero
- 1972 : Les Sept Châles de soie jaune (Sette scialli di seta gialla) de Sergio Pastore
- 1972 : Arcana de Giulio Questi
- 1972 : La dame rouge tua sept fois (La dama rossa uccide sette volte) d'Emilio Miraglia
- 1972 : L'Alliance invisible (Tutti i colori del buio) de Sergio Martino
- 1972 : Dernier appel (L'assassino... è al telefono) d'Alberto De Martino
- 1972 : La Maison de la brune (La mansión de la niebla) de Francisco Lara Polop et Pedro Lazaga
- 1972 : Un cas parfait de stratégie criminelle (Terza ipotesi su un caso di perfetta strategia criminale) de Giuseppe Vari
- 1972 : Des garces pour l'enfer (Il fiore dai petali d'acciaio) de Gianfranco Piccioli
- 1972 : La Longue Nuit de l'exorcisme (Non si sevizia un paperino) de Lucio Fulci
- 1972 : Tropique du Cancer (Al tropico del cancro) de Gian Paolo Lomi et Edoardo Mulargia
- 1972 : La mort caresse à minuit (La morte accarezza a mezzanotte) de Luciano Ercoli
- 1972 : Le Diable dans la tête (Il diavolo nel cervello) de Sergio Sollima
- 1972 : Au-delà du désir (Delirio caldo) de Renato Polselli
- 1972 : La Proie des nonnes (L'arma l'ora il movente) de Francesco Mazzei
- 1972 : Les Rendez-vous de Satan (Perché quelle strane gocce di sangue sul corpo di Jennifer?) de Giuliano Carnimeo
- 1972 : La mort tombe doucement (La morte scende leggera) de Leopoldo Savona
- 1972 : Le Tueur à l'orchidée (Sette orchidee macchiate di rosso) d'Umberto Lenzi
- 1972 : Jack el destripador de Londres de José Luis Madrid
- 1972 : Il sorriso della iena de Silvio Amadio
- 1972 : Le Manoir aux filles (Ragazza tutta nuda assassinata nel parco) d'Alfonso Brescia
- 1972 : La casa de las muertas vivientes (Il cadavere di Helen non mi dava pace) d'Alfonso Balcázar
- 1972 : Caresses à domicile (A.A.A. Massaggiatrice bella presenza offresi...) de Demofilo Fidani
- 1972 : L'Œil du labyrinthe (L'occhio nel Labirinto) de Mario Caiano
- 1972 : La Peau qui brûle (La rossa dalla pelle che scotta) de Renzo Russo
- 1972 : Mais... qu'avez vous fait à Solange ? (Cosa avete fatto a Solange?) de Massimo Dallamano
- 1972 : Qui l'a vue mourir ? (Chi l'ha vista morire?) d'Aldo Lado
- 1972 : L'Œil du typhon (La volpe dalla coda di velluto) de José María Forqué
- 1972 : Ton vice est une chambre close dont moi seul ai la clé (Il tuo vizio è una stanza chiusa e solo io ne ho la chiave) de Sergio Martino
- 1973 : Les Yeux bleus de la poupée cassée (Los ojos azules de la muñeca rota) de Carlos Aured
- 1973 : Chassés-croisés sur une lame de rasoir (Passi di danza su una lama di rasoio) de Maurizio Pradeaux
- 1973 : Ne vous retournez pas (A Venezia... un dicembre rosso shocking) de Nicolas Roeg
- 1973 : Una vita lunga un giorno de Ferdinando Baldi
- 1973 : Sur le fil du rasoir (Giorni d'amore sul filo di una lama) de Giuseppe Pellegrini
- 1973 : Les Diablesses (La morte negli occhi del gatto) d'Antonio Margheriti
- 1973 : Il baco da seta de Mario Sequi
- 1973 : Dérapage contrôlé (Troppo rischio per un uomo solo) de Luciano Ercoli
- 1973 : Torso (I corpi presentano tracce di violenza carnale) de Sergio Martino
- 1973 : La mort a souri à l'assassin (La morte ha sorriso all'assassino) d'Aristide Massaccesi
- 1973 : Un homme appelé Karaté (Sette ore di violenza per una soluzione imprevista) de Michele Massimo Tarantini
- 1973 : Il prato macchiato di rosso de Riccardo Ghione
- 1974 : Chats rouges dans un labyrinthe de verre (Gatti rossi in un labirinto di vetro) d'Umberto Lenzi
- 1974 : La casa della paura de William Rose
- 1974 : Lo strano ricatto di una ragazza per bene de Luigi Batzella
- 1974 : Mania de Renato Polselli
- 1974 : La Mort lente (La moglie giovane) de Giovanni D'Eramo
- 1974 : Ciak si muore de Mario Moroni
- 1974 : La Lame infernale (La polizia chiede aiuto) de Massimo Dallamano
- 1974 : Istantanea per un delitto de Mario Imperoli
- 1974 : Les Nuits perverses de Nuda (Nuda per Satana) de Luigi Batzella
- 1974 : Los mil ojos del asesino (it) de Juan Bosch Palau
- 1974 : L'Homme sans mémoire (L'uomo senza memoria) de Duccio Tessari
- 1974 : Spasmo d'Umberto Lenzi
- 1974 : Madeleine... anatomia di un incubo (it) de Roberto Mauri
- 1974 : L'ultimo uomo di Sara de Maria Virginia Onorato
- 1974 : Une libellule pour chaque mort (Una libélula para cada muerto) de León Klimovsky
- 1974 : Les tueurs sont nos invités de Vincenzo Rigo (it)
- 1974 : L'assassin a réservé neuf fauteuils (L'assassino ha riservato nove poltrone) de Giuseppe Bennati
- 1974 : Cinq Femmes pour l'assassin (Cinque donne per l'assassino) de Stelvio Massi
- 1974 : Le Parfum de la dame en noir (Il profumo della signora in nero) de Francesco Barilli
- 1975 : Frissons d'horreur (Macchie sola) d'Armando Crispino
- 1975 : Les Frissons de l'angoisse (Profondo rosso) de Dario Argento
- 1975 : Nue pour l'assassin (Nude per l'assassino) d'Andrea Bianchi
- 1975 : Le orme de Luigi Bazzoni
- 1975 : ...a tutte le auto della polizia... de Mario Caiano
- 1975 : La bête tue de sang-froid (L'ultimo treno della notte) d'Aldo Lado
- 1975 : La polizia brancola nel buio d'Elio Palumbo
- 1975 : Il vizio ha le calze nere de Tano Cimarosa
- 1975 : La Sangsue (La sanguisuga conduce la danza) d'Alfredo Rizzo
- 1975 : L'assassino è costretto ad uccidere ancora de Luigi Cozzi
- 1975 : La muerte llama a las diez de Juan Bosch Palau
- 1975 : Malocchio de Mario Siciliano
- 1975 : Diabolicamente... Letizia de Salvatore Bugnatelli
- 1975 : La Femme du dimanche (La donna della domenica) de Luigi Comencini
- 1975 : La encadenada (Perversione) de Manuel Mur Oti
- 1976 : La Maison aux fenêtres qui rient (La casa dalle finestre che ridono) de Pupi Avati
- 1976 : E tanta paura de Paolo Cavara
- 1976 : Oh, mia bella matrigna de Guido Leoni
- 1976 : La orca d'Eriprando Visconti
- 1977 : Qui sera tué demain ? (Il mostro) de Luigi Zampa
- 1977 : Âmes perdues (Anima persa) de Dino Risi
- 1977 : Qui sera tué demain ? (Il mostro) de Luigi Zampa
- 1977 : Enquête à l'italienne (Doppio delitto) de Steno
- 1977 : L'Affaire de la fille au pyjama jaune (La ragazza dal pigiama giallo) de Flavio Mogherini
- 1977 : Black Journal (Gran bollito) de Mauro Bolognini
- 1977 : Oedipus orca d'Eriprando Visconti
- 1977 : Fate la nanna coscine di pollo (it) d'Amasi Damiani
- 1977 : Il gatto dagli occhi di giada d'Antonio Bido
- 1977 : Nove ospiti per un delitto de Ferdinando Baldi
- 1977 : La regia è finita d'Amasi Damiani
- 1977 : Voyeur pervers (L'occhio dietro la parete) de Giuliano Petrelli
- 1977 : Pensione paura de Francesco Barilli
- 1977 : D'improvviso al terzo piano d'Amasi Damiani
- 1977 : Passi di morte perduti nel buio de Maurizio Pradeaux
- 1977 : I vizi morbosi di una governante (it) de Filippo Walter Ratti
- 1977 : L'Emmurée vivante (Sette note in nero) de Lucio Fulci
- 1978 : Terreur sur la lagune (Solamente nero) d'Antonio Bido
- 1978 : Énigme rouge (Enigma rosso) d'Alberto Negrin
- 1978 : L'immoralità de Massimo Pirri
- 1978 : Alessia... un vulcano sotto la pelle d'Alfredo Rizzo
- 1978 : Trauma (Violación fatal) de León Klimovsky
- 1978 : Violez les otages ! (Le evase - Storie di sesso e di violenze) de Giovanni Brusatori (it)
- 1978 : La Dernière Maison sur la plage (La settima donna) de Franco Prosperi
- 1978 : La Sœur d'Ursula (La sorella di Ursula) d'Enzo Milioni (it)
- 1978 : Suggestionata (it) d'Alfredo Rizzo
- 1978 : Nero veneziano d'Ugo Liberatore
- 1978 : Le Crime du siècle (Indagine su un delitto perfetto) de Giuseppe Rosati
- 1979 : Le mani di una donna sola (it) de Nello Rossati
- 1979 : La Petite Sœur du diable (Suor Omicidi) de Giulio Berruti
- 1979 : Giallo a Venezia de Mario Landi
- 1979 : Play Motel (it) de Mario Gariazzo
- 1979 : La Diablesse (Sensività) d'Enzo G. Castellari
- 1979 : Mélodie meurtrière (Giallo napoletano) de Sergio Corbucci

### Années 1980
- 1980 : Le Retour de Patrick (Patrick vive ancora) de Mario Landi
- 1980 : La Force du mal (Notturno con grida) d'Ernesto Gastaldi et Vittorio Salerno
- 1980 : Desideria: la vita interiore (it) de Gianni Barcelloni Corte (it)
- 1980 : Les Filles du wagon-lit (La ragazza del vagone letto) de Ferdinando Baldi
- 1980 : Delitto in via Teulada (it) d'Aldo Lado
- 1980 : Démence (Trhauma) de Gianni Martucci
- 1980 : Baiser macabre (Macabro) de Lamberto Bava
- 1980 : Ombre de Giorgio Cavedon
- 1981 : Angoisse (Follia omicida) de Riccardo Freda
- 1981 : Difendimi dalla notte (it) de Claudio Fragasso
- 1981 : Cauchemars à Daytona Beach (Nightmare) de Romano Scavolini
- 1981 : Notturno con grida d'Ernesto Gastaldi
- 1981 : Madhouse (There Was a Little Girl) d'Ovidio G. Assonitis
- 1981 : L'Autre Enfer (L'altro inferno) de Bruno Mattei
- 1982 : Crime au cimetière étrusque (Assassinio al cimitero etrusco) de Sergio Martino
- 1982 : L'Éventreur de New York (Lo squartatore di New York) de Lucio Fulci
- 1982 : Delitti, amore e gelosia (it) de Luciano Secchi
- 1982 : Ténèbres (Tenebre) de Dario Argento
- 1982 : Liens de sang (Extrasensorial) d'Alberto De Martino
- 1982 : Una donna dietro la porta (it) de Pino Tosini
- 1982 : Delitto carnale (it) de Cesare Canevari
- 1983 : À couteau tiré (Copkiller) de Roberto Faenza
- 1983 : La Maison de la terreur (La casa con la scala nel buio) de Lamberto Bava
- 1983 : Mystère de Carlo Vanzina
- 1983 : La casa del tappeto giallo de Carlo Lizzani
- 1983 : Via degli specchi de Giovanna Gagliardo
- 1984 : Murder Rock (Murderock - uccide a passo di danza) de Lucio Fulci
- 1985 : Où est passée Jessica (Sotto il vestito niente) de Carlo Vanzina
- 1985 : Formule pour un meurtre (7, Hyden Park - La casa maledetta) d'Alberto De Martino
- 1985 : Phenomena de Dario Argento
- 1986 : Le Miel du Diable (Il miele del diavolo) de Lucio Fulci
- 1986 : Morirai a mezzanotte de Lamberto Bava
- 1986 : L'assassino è ancora tra noi de Camillo Teti
- 1986 : Il mostro di Firenze de Cesare Ferrario
- 1986 : La casa del buon ritorno de Beppe Cino
- 1986 : Sensi de Gabriele Lavia
- 1987 : Opéra de Dario Argento
- 1987 : Delitti de Giovanna Lenzi
- 1987 : Caramelle da uno sconosciuto de Franco Ferrini
- 1987 : Sentences de mort (Le foto di Gioia) de Lamberto Bava
- 1987 : La Dernière Étreinte (Una donna da scoprire) de Riccardo Sesani
- 1987 : La trasgressione de Fabrizio Rampelli
- 1987 : Attraction fatale (L'attrazione) de Mario Gariazzo
- 1987 : Una donna senza nome de Luigi Russo
- 1987 : La Nuit bleue (Pathos - Segreta inquietudine) de Piccio Raffanini
- 1987 : Giulia e Giulia de Peter Del Monte
- 1987 : Bloody Bird (Deliria) de Michele Soavi
- 1988 : Fatal Temptation de Beppe Cino
- 1988 : Le Tueur de la pleine lune (Un delitto poco comune) de Ruggero Deodato
- 1988 : Sotto il vestito niente II de Dario Piana
- 1988 : Rage - Furia primitiva de Vittorio Rambaldi
- 1988 : Qualcuno in ascolto de Faliero Rosati
- 1988 : Delitti e profumi de Vittorio De Sisti
- 1988 : Angoisse sur la ligne (Minaccia d'amore) de Ruggero Deodato
- 1988 : Non avere paura della zia Marta de Mario Bianchi
- 1988 : Pathos - Un sapore di paura de Piccio Raffanini
- 1988 : La tempesta de Giovanna Lenzi
- 1988 : Fou à lier (La spiaggia del terrore) d'Umberto Lenzi
- 1989 : Rorret de Fulvio Wetzl
- 1989 : Étoile de Peter Del Monte
- 1989 : Dark bar de Stelio Fiorenza
- 1989 : La Maison des fantasmes (La puritana) de Ninì Grassia
- 1989 : Massacre d'Andrea Bianchi
- 1989 : Arabella l'angelo nero de Stelvio Massi
- 1989 : Crimes sur mesure (La morte è di moda) de Bruno Gaburro
- 1989 : Frisson (Spogliando Valeria) de Bruno Gaburro
- 1989 : Thrilling Love de Maurizio Pradeaux
- 1989 : Luna di sangue d'Enzo Milioni
- 1989 : Rouge Venise (Piccoli delitti veneziani) d'Étienne Périer

### Années 1990
- 1990 : Appuntamento in nero (it) d'Antonio Bonifacio (it)
- 1990 : Sensazioni d'amore (it) de Ninì Grassia
- 1991 : Dove comincia la notte (it)de Maurizio Zaccaro
- 1991 : Omicidio a luci blu (it) d'Alfonso Brescia
- 1991 : Agenzia cinematografica (it) de Ninì Grassia
- 1991 : Ventottesimo minuto de Gianni Siragusa et Paolo Frajoli
- 1991 : Per sempre (it) de Walter Hugo Khouri
- 1991 : Favola crudele de Roberto Leoni
- 1992 : L'amante scomoda (it) de Luigi Russo
- 1992 : Belle da morire de Riccardo Sesani
- 1992 : Femmes de la nuit (Spiando Marina) de Sergio Martino
- 1992 : Body Puzzle de Lamberto Bava
- 1992 : Alibi perfetto d'Aldo Lado
- 1992 : Tous les hommes de Sara (Tutti gli uomini di Sara) de Gianpaolo Tescari
- 1992 : Sul filo del rasoio d'Aristide Massaccesi
- 1992 : Cattive ragazze de Marina Ripa di Meana
- 1993 : Trauma de Dario Argento
- 1993 : Attrazione pericolosa (it) de Bruno Mattei
- 1993 : Désir meurtrier (Graffiante desiderio) de Sergio Martino
- 1993 : Venerdì nero d'Aldo Lado
- 1993 : Rose rosse per una squillo d'Albert Barney
- 1994 : Bugie rosse (it) de Pierfrancesco Campanella (it)
- 1994 : Gli occhi dentro (it) de Bruno Mattei
- 1994 : L'amico d'infanzia de Pupi Avati
- 1994 : Delitto passionale (it) de Flavio Mogherini
- 1994 : La ragazza di Cortina (it) de Maurizio Vanni
- 1995 : La strana storia di Olga O (it) d'Antonio Bonifacio (it)
- 1995 : Omicidio al telefono (it) de Bruno Mattei
- 1995 : Legittima vendetta (it) de Bruno Mattei
- 1995 : Cruel Jaws de Bruno Mattei
- 1996 : Le Syndrome de Stendhal (La sindrome di Stendhal) de Dario Argento
- 1996 : L'arcano incantatore de Pupi Avati
- 1996 : Squillo (it) de Carlo Vanzina
- 1996 : Marciando nel buio de Massimo Spano (it)
- 1997 : Fatal Frames - Fotogrammi mortali (it) d'Al Festa (it)
- 1997 : Il delitto di Via Monte Parioli d'Antonio Bonifacio (it)
- 1998 : Coppia omicida de Claudio Fragasso
- 1999 : Milonga d'Emidio Greco
- 1999 : Italian gigolò (it) de Ninì Grassia
- 1999 : Gialloparma d'Alberto Bevilacqua

### Années 2000
- 2000 : Almost Blue d'Alex Infascelli
- 2000 : Delitto in prima serata d'Alessandro Capone
- 2000 : Un delitto impossibile d'Antonello Grimaldi
- 2000 : La donna del delitto (it) de Corrado Colombo
- 2001 : Le Sang des innocents (Non ho sonno) de Dario Argento
- 2001 : Black Symphony (it) de Pedro L. Barbero et Vicente J. Martín
- 2002 : Mozart è un assassino de Sergio Martino
- 2003 : Cattive inclinazioni de Pierfrancesco Campanella
- 2004 : Card Player (Il cartaio) de Dario Argento
- 2004 : Occhi di cristallo (it) d'Eros Puglielli
- 2004 : Il siero della vanità d'Alex Infascelli
- 2004 : Per giusto omicidio de Diego Febbraro
- 2004 : Segui le ombre (it) de Lucio Gaudino
- 2005 : Dalla parte giusta (it) de Roberto Leoni
- 2006 : Ritratti nella notte (it) de Giuseppe Ferlito
- 2006 : H2Odio (it) de Alex Infascelli
- 2006 : La cura del gorilla (it) de Carlo Arturo Sigon
- 2006 : Gas (it) de Luciano Melchionna
- 2007 : Il nascondiglio de Pupi Avati
- 2007 : La giusta distanza de Carlo Mazzacurati
- 2007 : La Fille du lac (La ragazza del lago) de Andrea Molaioli
- 2007 : Jeux pervers (Un gioco da ragazze) de Matteo Rovere
- 2008 : Imago mortis de Stefano Bessoni
- 2009 : La doppia ora de Giuseppe Capotondi
- 2009 : Butterfly zone: Il senso della farfalla de Luciano Capponi
- 2009 : Giallo de Dario Argento
- 2009 : Amer d'Hélène Cattet et Bruno Forzani (hommage au giallo)

### Années 2010
- 2010 : Last Caress (Glam Gore) de Christophe Robin et François Gaillard
- 2010 : Blackaria (Glam Gore 2) de Christophe Robin et François Gaillard
- 2010 : Caldo criminale (it) d'Eros Puglielli (it)
- 2011 : Masks d'Andreas Marschall (es)
- 2012 : Tulpa (Tulpa - Perdizioni mortali) de Federico Zampaglione (it)
- 2013 : Sonno profondo (en) de Luciano Onetti
- 2014 : L'Étrange Couleur des larmes de ton corps d'Hélène Cattet et Bruno Forzani
- 2015 : Francesca de Luciano Onetti
- 2017 : Napoli velata de Ferzan Özpetek
- 2017 : La Fille dans le brouillard (La ragazza nella nebbia) de Donato Carrisi
- 2017 : Deep Shock de Davide Melini
- 2017 : Sorelle (it) de Cinzia TH Torrini
- 2017 : Secrète et Insoumise, court-métrage de Chris Rakotomamonjy
- 2018 : Un couteau dans le cœur de Yann Gonzalez
- 2018 : Le Témoin invisible (Il testimone invisibile) de Stefano Mordini
- 2019 : Le Domaine (Il nido) de Roberto De Feo
- 2019 : L'Homme du labyrinthe (L'uomo del labirinto) de Donato Carrisi
- 2019 : Non sono un assassino de Andrea Zaccariello (it)
- 2019 : Il signor Diavolo de Pupi Avati
- 2019 : Mentre ero via (it) de Michele Soavi

### Années 2020
- 2020 : Bella da morire (it) d'Andrea Molaioli
- 2020 : Vite in fuga (it) de Luca Ribuoli (it)
- 2021 : La fuggitiva (it) de Carlo Carlei
- 2022 : Occhiali neri de Dario Argento
- 2024 : MaXXXine de Ti West[38]